# Романувка (Холмський повіт)
Романувка (пол. Romanówka) — село в Польщі, у гміні Селище Холмського повіту Люблінського воєводства.
Населення — 186 осіб (2011).
У 1975-1998 роках село належало до Холмського воєводства.

## Демографія
Демографічна структура станом на 31 березня 2011 року:
|          | Загалом | Допрацездатний вік | Працездатний вік | Постпрацездатний вік |
| -------- | ------- | ------------------ | ---------------- | -------------------- |
| Чоловіки | 91      | 13                 | 62               | 16                   |
| Жінки    | 95      | 10                 | 54               | 31                   |
| Разом    | 186     | 23                 | 116              | 47                   |